# Transcription de Boehmer
Cette page contient des caractères spéciaux ou non latins. S’ils s’affichent mal (▯, ?, etc.), consultez la page d’aide Unicode.
La transcription de Boehmer est une transcription phonétique dérivée de l’alphabet latin et de quelques lettres grecques, utilisée historiquement pour les langues romanes. Elle a été présentée par Eduard Boehmer en 1875 dans la revue Romanische Studien. Le système de transcription de Bourciez, qui suit celui de Boehmer, est parfois appelé transcription Boehmer-Bourciez, car ils partagent beaucoup d’éléments. La transcription du Glossaire des patois de la Suisse romande reprend plusieurs éléments de la transcription de Boehmer.